# Gertruda de Baden
Gertruda de Baden (n. înainte de 1160; d. înainte de 1225) a fost prin naștere la conducerea Mărcii de Baden și prin căsătorie a comitatului de Dagsburg (situat în Lorena).
Gertruda era fiică a margrafului Herman al III-lea de Baden cu soția sa, Bertha de Tübingen.

## Căsătorii și urmași
Gertruda s-a căsătorit în 1180 cu Albert al II-lea de Dagsburg (d. 1211). Cu acesta, ea avut doi fii, Henric și Wilhelm, și o fiică, Gertruda (d. 1225). Cei doi fii au fost uciși în timpul unui turnir desfășurat în Andain în 1202, astfel încât familia soțului ei s-a stins odată cu acesta, în 1211. Evenimentul a făcut ca fiica sa, Gertruda să devină moștenitoare a comitatului de Dagsburg.
Fiica sa Gertruda s-a căsătorit în 1215 pentru prima dată, cu ducele Theobald I de Lorena. În 1217, ea s-a căsătorit pentru a doua oară, cu contele Theobald al IV-lea de Champagne, care era totodată și rege al Navarrei din 1234 ca Theobald I. Cu toate acestea, Theobald a repudiat-o înainte de 1223. În 1224, ea s-a căsătorit pentru a treia oară, cu contele Simon al III-lea de Saarbrücken și Leiningen (d. 1234/36), fiul contelui Frederic al II-lea de Leiningen și Saarbrücken. După ce ea a murit fără a avea copii, Simon de Leiningen a moștenit comitatul de Dagsburg, creând astfel ramura Leiningen-Dagsburg.